# John Jackson (Astronom)

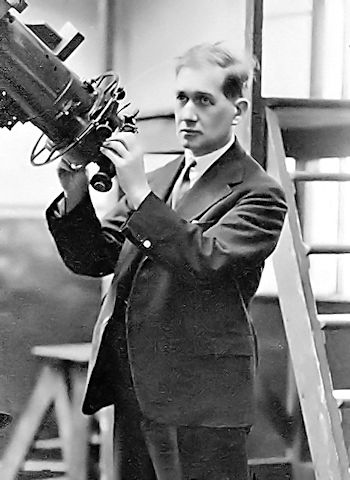
John Jackson

John Jackson (* 11. Februar 1887 in Paisley; † 9. Dezember 1958 in Surrey) war ein schottischer Astronom.

## Leben
John Jackson kam am 11. Februar 1887 als fünftes von insgesamt acht Kindern des Maschinenbauingenieurs Matthew Jackson und seiner Frau Jeannie, geborene Millar, in der schottischen Stadt Paisley zur Welt. Nach dem Besuch des Paisley-Gymnasiums begann er im Alter von sechzehn Jahren, an der Universität von Glasgow Mathematik und Physik zu studieren und erhielt 1907 den Master-Abschluss und 1908 den Bachelor of Science mit Auszeichnungen in Mathematik, Naturphilosophie und Chemie. Sein Interesse an Astronomie wurde durch die Vorlesungen von Ludwig Becker geweckt. Er setzte dann seine Studien in Mathematik und Astronomie am Trinity College in Cambridge fort und wurde dort 1912 mit der Tyson-Medaille ausgezeichnet. 1913 wurde er Forschungsstudent der Royal Society, beschäftigte sich mit der Bahnberechnung des von Melotte entdeckten achten Jupiter-Mondes, der heute den Namen  Pasiphae trägt, und veröffentlichte seine Ergebnisse in den Monthly Notices of the Royal Astronomical Society.
Im Jahre 1914 wurde Jackson Assistent am Royal Greenwich Observatory und beobachtete dort hauptsächlich Doppelsterne. Während des Ersten Weltkriegs kam er zu den Royal Engineers und wurde in Frankreich zur Berechnung von Flugbahnen von Artilleriegeschossen eingesetzt. Nach seiner Rückkehr nach Greenwich 1919 setzte er seine Forschungen über Doppelsterne fort und bestimmte deren Bahnen, Parallaxen und Eigenbewegungen. Er verbesserte den Wert für die Rotationsperiode des Neptuns. Ferner beschäftigte sich mit der Ganggenauigkeit von Uhren und untersuchte insbesondere die von William Hamilton Shortt entwickelte Uhr, mit deren Genauigkeit er Unregelmäßigkeiten in der Erdrotation nachweisen konnte. Schließlich arbeitete er zusammen mit Harold Knox-Shaw an der Reduktion von Hornsbys umfangreichen Beobachtungsdaten.
1933 trat Jackson die Nachfolge von Harold Spencer Jones als königlicher Astronom am Königlichen Observatorium am Kap der Guten Hoffnung an und führte die dortige fotografische Erfassung von Sternen südlicher Zonen fort. Alle Sterne mit einer Deklination von −40° bis −52° und einer scheinbaren Helligkeit ab {\displaystyle 9,5^{\mathrm {m} }} wurden vermessen und alle Sterne mit einer Eigenbewegung von mehr als 5 Bogensekunden pro Jahrhundert identifiziert. Ferner konnte Jackson viele Parallaxen des südlichen Sternhimmels bestimmen.
Die Beobachtung der Sonnenfinsternis vom 1. Oktober 1940 konnte wegen des Zweiten Weltkriegs nicht wie geplant mit einem Team aus Greenwich erfolgen. Daher wurde Jackson mit der Durchführung beauftragt, der bereits an der Beobachtung der Sonnenfinsternis vom 29. Juni 1927 in England teilgenommen hatte.
Im Jahre 1950 trat Jackson in den Ruhestand und kehrte nach England zurück. Er war anschließend noch Präsident der Royal Astronomical Society und reiste zur Sonnenfinsternis Sonnenfinsternis vom 30. Juni 1954 in die schwedischen Kleinstadt Strömstad. Er war seit 1920 mit Mary Beatrice Marshall verheiratet, sie hatten einen Sohn, der kurz nach der Geburt starb. Jackson war in seinen letzten Jahren nicht bei guter Gesundheit und starb am  9. Dezember 1958 im Epsom District Hospital in  Surrey.

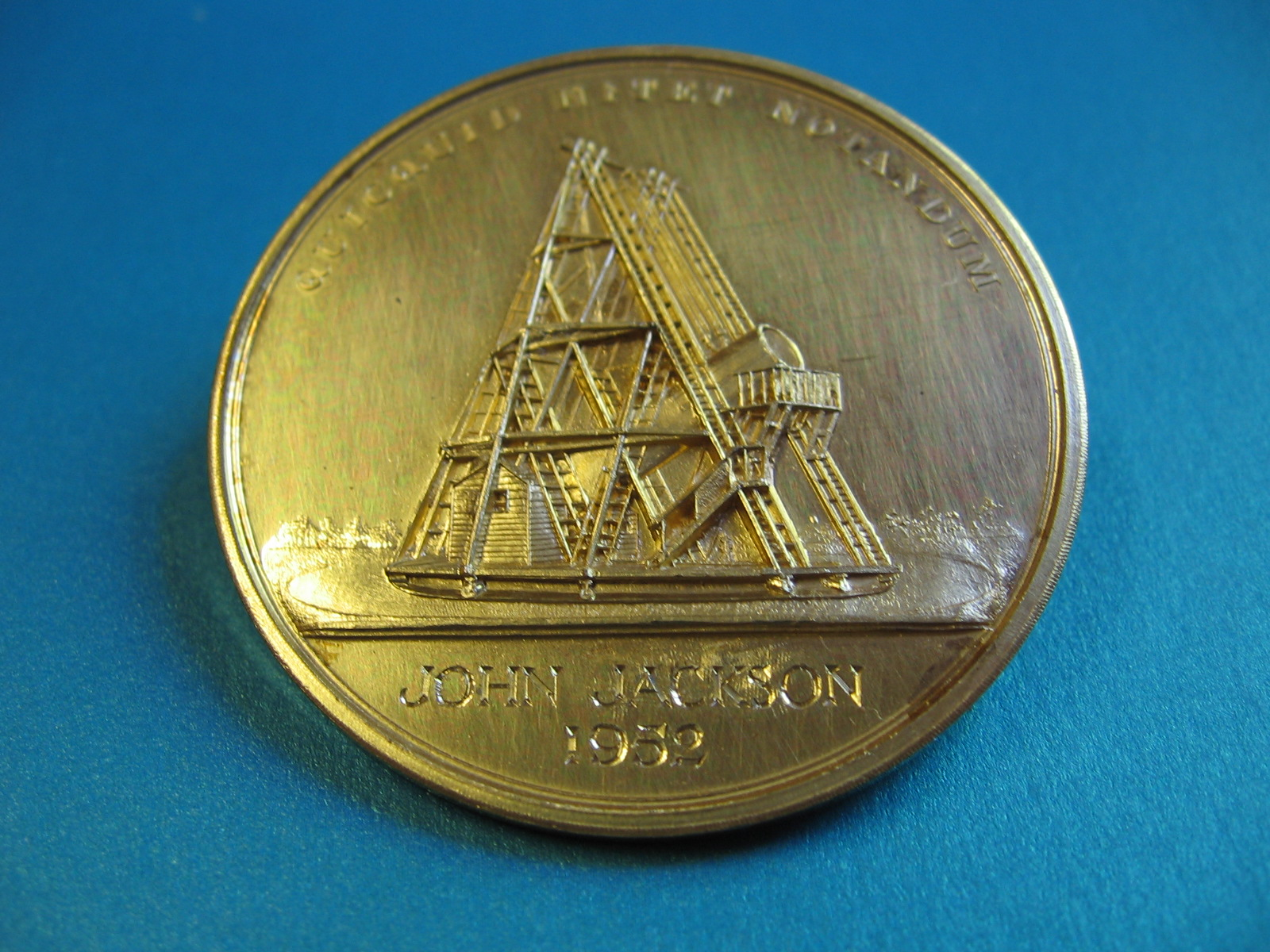
Jacksons Goldmedaille der Royal Astronomical Society

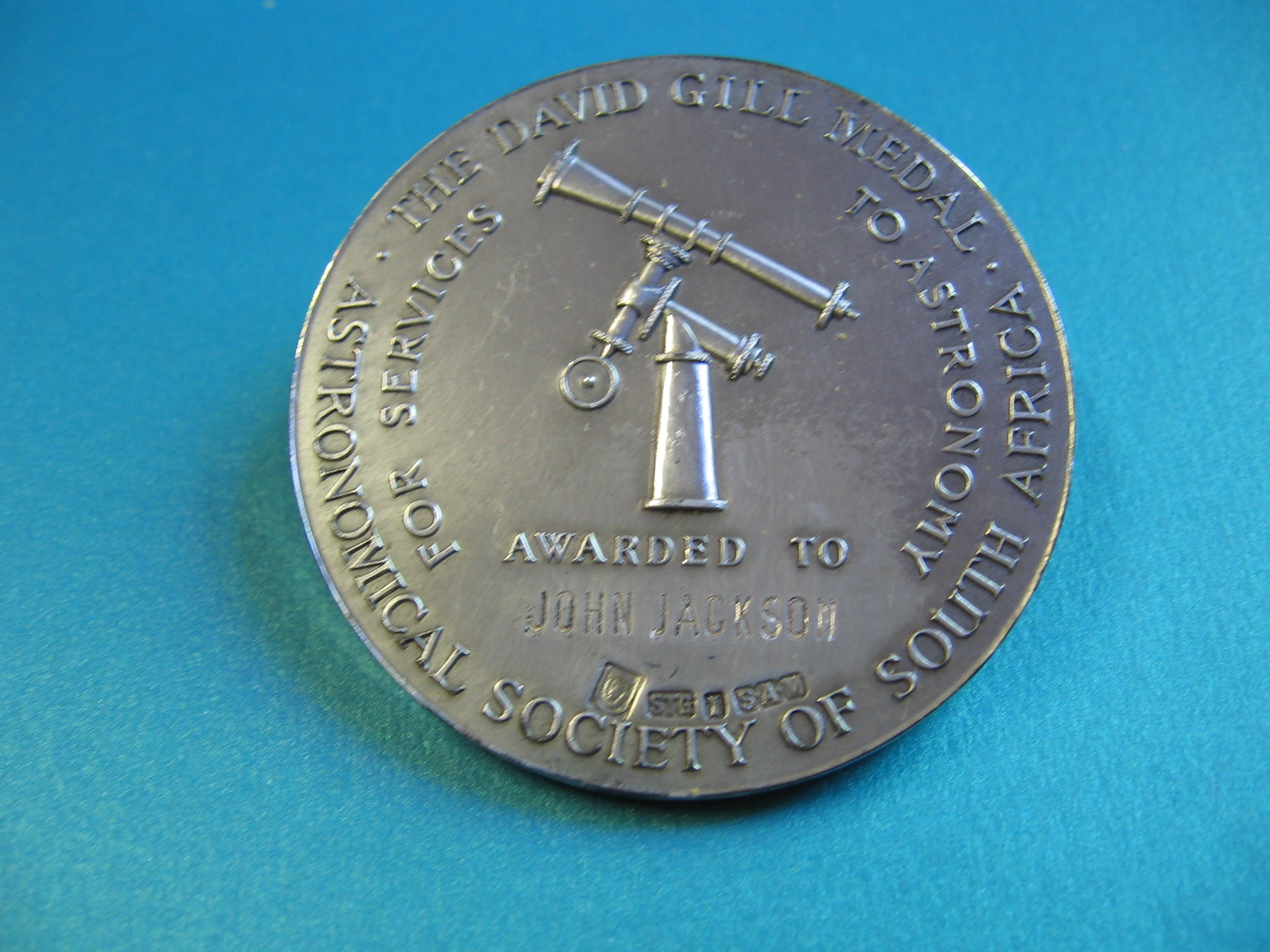
Jacksons Gill-Medaille

## Ehrungen
- 1934 wurde Jackson Fellow der Royal Society of South Africa und war 1949 ihr Präsident.[2]
- 1938 wurde er zum Fellow der Royal Society gewählt.[2]
- Jackson wurde 1950 der CBE Order of the British Empire verliehen.[10]
- 1952 erhielt Jackson die Goldmedaille der Royal Astronomical Society.[10][1]
- Von 1953 bis 1955 war Jackson Präsident der Royal Astronomical Society.[10][1]
- Im Jahre 1958 erhielt er die David Gill-Medaille der  Royal Society of South Africa.[10]
- Im Jahre 1970 benannte die Internationale Astronomische Union den Mondkrater Jackson offiziell nach John Jackson.[11]